# Schönbergtunnel
Der Schönbergtunnel ist ein 2988 Meter langer Umfahrungstunnel der Pinzgauer Straße (B 311), welcher jeweils zur Hälfte in den Salzburger Gemeinden Schwarzach und St. Veit im Pongau liegt.
Er dient als Entlastung für die Ortsdurchfahrt von Schwarzach im Pongau.

## Geschichte
Aufgrund des kontinuierlich steigenden Verkehrsaufkommens und den damit einhergehenden Belastungen für die Bevölkerung besteht schon seit den 70ern unter den Einwohnern und Gemeindeverantwortlichen von Schwarzach der Wunsch nach einer Umfahrung. 1984 beauftragte die Salzburger Landesregierung das Planungsbüro Dr. Illetschko aus Wien damit, Studien für eine Umfahrung von Schwarzach auszuarbeiten. Nachdem der damalige Bürgermeister Alois Stöllinger Gespräche mit Landesrat Volker Winkler, Hofrat Alfred Denk und der Marktgemeinde St. Veit führte wurde eine Lösungsvariante ausgearbeitet. Am 20. Juni 1995 fand der Tunnelanschlag statt und nach vier Jahren Bauzeit wurde der Tunnel am 28. Oktober 1999 für den Verkehr freigegeben.
Der Schönbergtunnel hat eine Länge von 2988 Meter, wobei sich nach jeweils 1000 Metern zwei Fluchtstollen befinden, wovon einer nahe der OMV Tankstelle in der Neuen Heimat und einer im Putzengraben endet. Der Tunnel wurde mehrmals mit moderner Technik nachgerüstet. So wurde etwa Ende 2015 eine Section-Control errichtet. 2024 wurde der Tunnel einem Umfassendem Sicherheitsupdate unterzogen, bei welchem Notrufkabinen, die neun Feuerlöschnischen sowie die Tore der Fluchtstollen saniert wurden. Des Weiteren wurden die Sicherheitsstromversorgungsanlagen beim Ost- und Westportal sowie die Beleuchtung der Fluchtwege und Evakuierungsbereiche erneuert. Weiters wurde der Tunnel während der Sperre einer Intensiven Reinigung und Wartung unterzogen.